# Convenzione di Gastein
La Convenzione di Gastein è un trattato siglato il 14 agosto 1865 nella città di Bad Gastein, in Austria, finalizzato a sancire una spartizione territoriale. 

## Contenuto della convenzione
L'accordo stabilisce il passaggio dei ducati dello Schleswig e dello Holstein, rispettivamente l'uno alla Prussia e l'altro all'Austria. Inoltre la Prussia, attraverso il pagamento di 2.500.000 talleri danesi all'Austria, acquisisce la sovranità sul Lauenburg. Si prevede la regolamentazione delle unità militari presenti a Kiel, nello specifico la città non poteva avere più di una guarnigione prussiana e la città di Rendsburg viene identificata come fortezza comune a entrambi gli Stati.

## Effetti
La convenzione ha tra gli effetti principali, quello di togliere all'Austria la piena disponibilità dell'Holstein. La nazione alpina, infatti, se avesse voluto cedere tale territorio necessitava del consenso della controparte prussiana.